# Federico Lombardi
Federico Lombardi, SJ, (Saluzzo, 29 augustus 1942) is een Italiaans jezuïet die werkzaam was als directeur van de Vaticaanse Radio en Televisie en hoofd is van de persdienst van de Heilige Stoel. Hij volgde in die hoedanigheid Joaquín Navarro-Valls op.
Lombardi studeerde wiskunde en theologie in Duitsland. Hij koos ervoor om zijn leven aan God te wijden in een religieuze gemeenschap en trad in 1960 in bij de Jezuïeten. In 1972 werd hij tot priester gewijd. Jarenlang was hij hoofdredacteur van het tijdschrift La Civiltà Cattolica. Hij trad vervolgens in dienst bij de Romeinse Curie. Onder het pontificaat van Johannes Paulus II werd Lombardi tot directeur van Radio Vaticana benoemd.
In 2006 benoemde paus Benedictus XVI Lombardi tot hoofd van de persdienst van de Heilige Stoel. Deze functie combineert hij met die van directeur van de Vaticaanse Radio en Televisie. Pater Lombardi was hiermee verantwoordelijk voor de verspreiding van de besluiten van de Paus en de Romeinse Curie.
Op 22 februari 2016 ging Lombardi met pensioen. Hij werd opgevolgd door Giacomo Ghisani. Hij werd vervolgens directeur van de in Rome opgerichte Stichting Jozef Ratzinger.

## Kritiek
Lombardi kreeg in 2009 te maken met kritiek op de wijze waarop hij de communicatie van het Vaticaan vorm gaf. Zo uitte kardinaal Darío Castrillón Hoyos, president van de Pauselijke Commissie Ecclesia Dei, openlijk kritiek op de lauwe wijze waarop Lombardi had gereageerd op de Holocaustontkenning van de Pius X-bisschop Richard Williamson.
Lombardi wordt door sommige media ook als verantwoordelijke beschouwd voor de wijze waarop het standpunt van de paus over condooms - geuit tijdens diens reis naar Afrika in maart 2009 - naar buiten kwam. Dit zorgde voor een stortvloed van kritiek aan het adres van de Paus.
In mei 2009, tijdens het bezoek van Benedictus XVI aan het Heilig Land, beweerde Lombardi dat de paus nooit lid was geweest van de Hitlerjugend, terwijl toenmalig kardinaal Ratzinger dit gedwongen lidmaatschap in zijn boek Het zout der aarde (1996) zelf had vermeld.
Lombardi ging zelf uitgebreid in op al deze kritiek in een stuk dat op de website van de Jezuïeten werd gepubliceerd. Hierin zei hij onder meer:
(...)ik zeg niet dat alles wat we op het gebied van de communicatie vanuit het Vaticaan hebben gedaan volmaakt is. Maar ik denk wel dat we, in een wereld zoals de onze, ons een rad voor de ogen zouden draaien indien we ervan zouden uitgaan dat communicatie altijd zorgvuldig kan worden gecontroleerd of dat ze altijd gestroomlijnd en vanzelfsprekend zou kunnen zijn.